# 利尼昂德巴扎斯
利尼昂德巴扎斯（法語：Lignan-de-Bazas，法語發音：[liɲɑ̃ də bazas]，意为“巴扎斯的利尼昂”）是法国吉伦特省的一个市镇，属于朗贡区。

## 地理
利尼昂德巴扎斯（44°25'50.2"N, 0°16'40.1"W）面积11.1 平方千米，位于法国新阿基坦大区吉倫特省，该省份为法国西南部沿海省份，是法國本土面积最大的省，北起滨海夏朗德省，西临大西洋，南至朗德省，东南接洛特-加龍省，东临多爾多涅省。
与利尼昂德巴扎斯接壤的市镇（或旧市镇、城区）包括：勒尼藏、巴扎斯、马兰博、蓬佩雅克、于泽斯特。

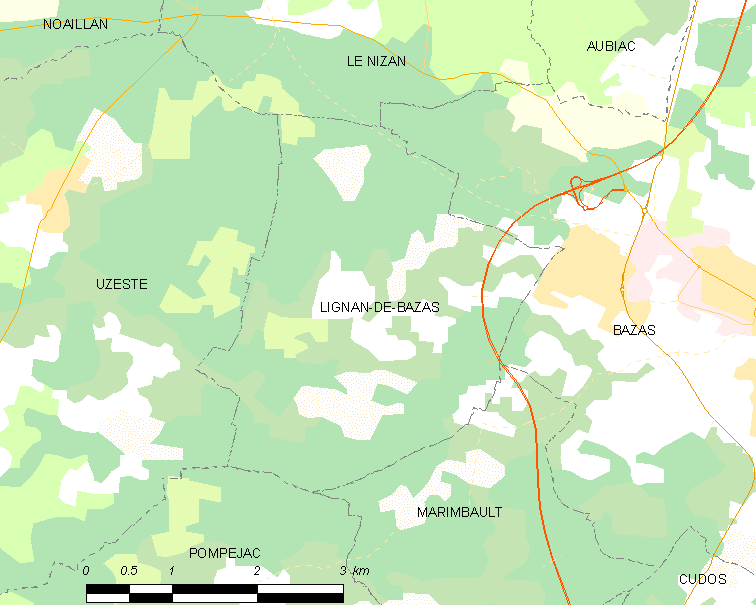
利尼昂德巴扎斯的OSM定位图

利尼昂德巴扎斯的时区为UTC+01:00、UTC+02:00（夏令时）。

## 行政
利尼昂德巴扎斯的邮政编码为33430，INSEE市镇编码为33244。

## 政治
利尼昂德巴扎斯所属的省级选区为南吉伦特县。

## 人口

1962-2008年间利尼昂德巴扎斯人口变化图示

利尼昂德巴扎斯于2022年1月1日时的人口数量为403人。